# 維霍達 (日托米爾州)
50°20′11″N 28°31′22″E / 50.33639°N 28.52278°E
維霍達（羅馬化：Vyhoda）是烏克蘭中部的村落，隸屬日托米爾州日托米爾區貝雷濟夫卡市鎮，位於日托米爾西北方約11公里。面積0.43平方公里，海拔高度229米，2001年人口289，人口密度每平方公里670.53人。